# Charles-Etienne Briseux
Charles-Étienne Briseux (1680 – 1754) è stato un architetto francese.

## Biografia
Charles-Étienne Briseux è stato un architetto attivo nella progettazione d'interni è un teorico dell'architettura. I suoi scritti si inseriscono nella disputa epistemologica tra antico e moderno, in contrapposizione alle idee di Claude Perrault (1613 - 1688) e nella linea di pensiero di Jacques-François Blondel (1705 - 1744). I suoi lavori hanno riguardato la miglior distribuzione degli spazi interni nelle abitazioni; inoltre si è dedicato allo studio dei complementi di arredo sia fissi, come la decorazione di pareti e soffitti, il progetto di decorazioni di porte, che mobili (specchi, cassettiere, consoles) o oggetti di arredo (candelieri), sviluppando una sua particolare interpretazione dello Stile Luigi XV.
Ha progettato l'Hotel d'Augny a Parigi, per conto di Alexandre d'Augny, costruito negli anni 1746-1748. L'edificio è stato costruito in pietra da taglio nello stile francese che richiama la transizione tra barocco e neoclassico. Briseux ha progettato anche l'abbazia di Saint-Just-en-Chaussée in Piccardia.
I principi teoretici dell'architettura di Briseux si basano sulle proporzioni armoniche della costruzione e dell'architettura. La ricerca delle proporzioni e del bello nella progettazione degli edifici e nell'arredamento interno delle abitazioni è messa in evidenza anche dalla sua collaborazione con Nicholas Pineau (1684 – 1754), artista e decoratore di interni.

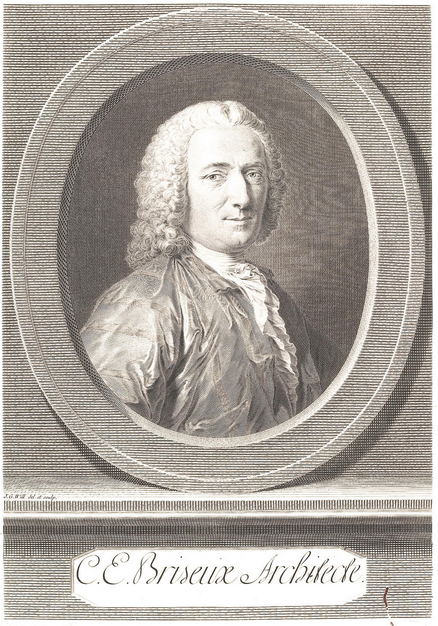
Charles-Etienne Briseux: ritratto di Johann Georg Wille (1715 - 1808).
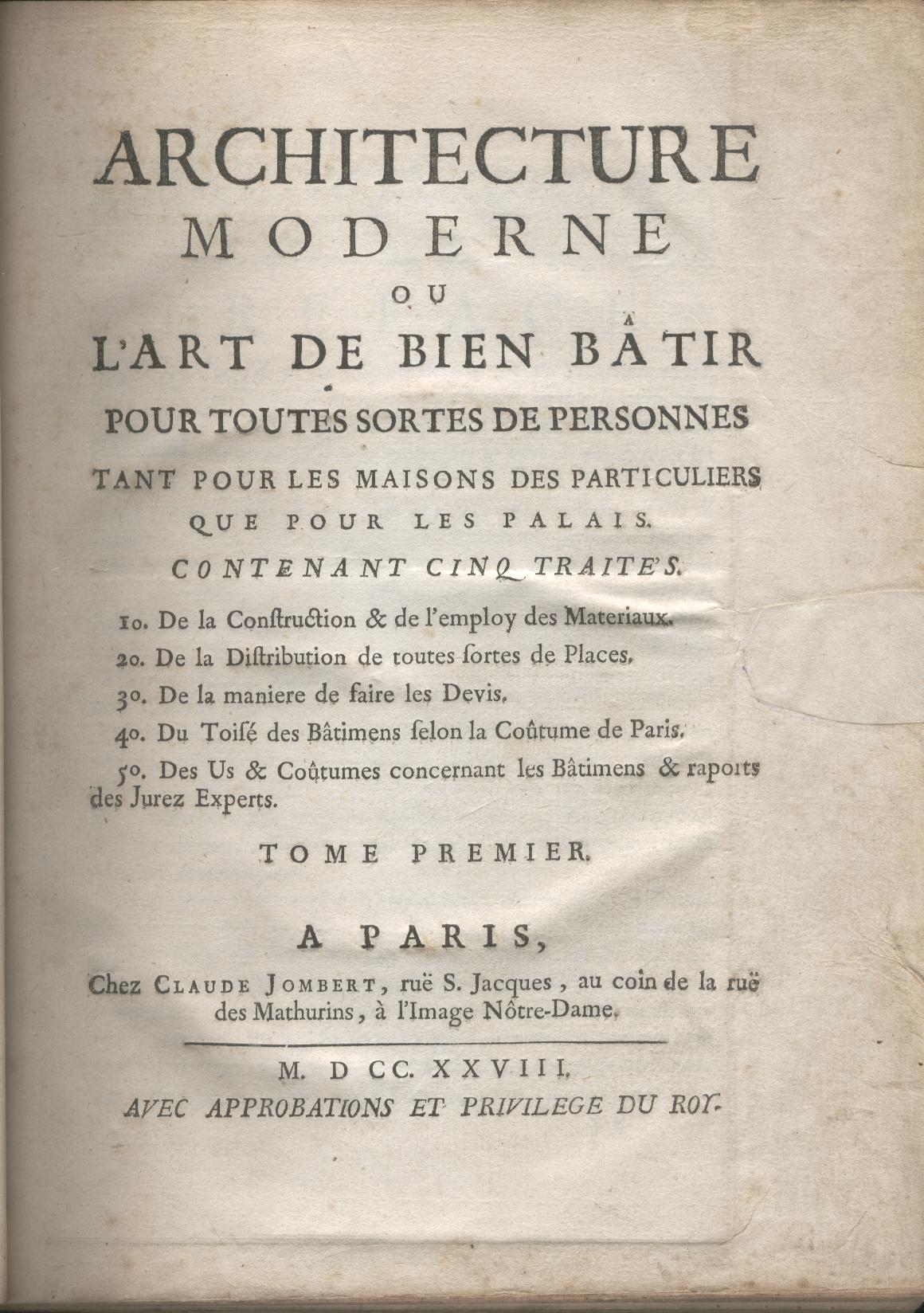
Architecture moderne, 1728: frontespizio.
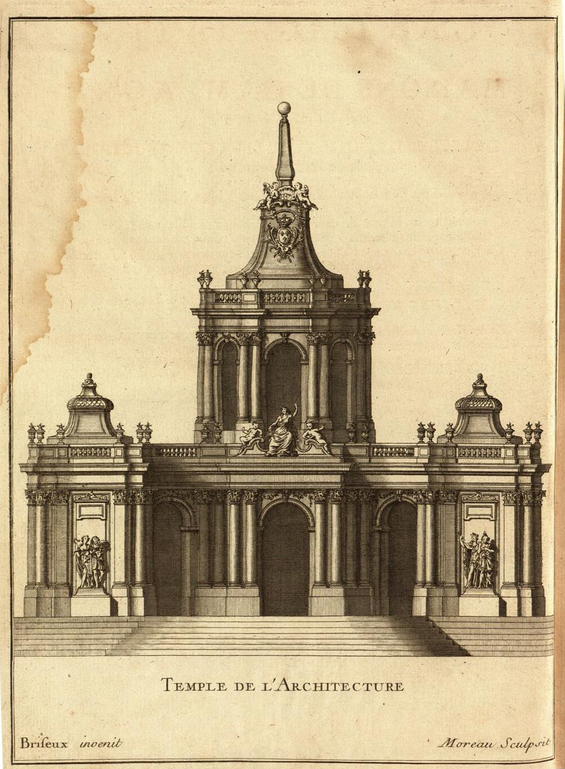
Temple de l'Architecture.

## Scritti
- 1728. Architecture moderne ou l'art de bien bâtir pour toutes sortes de personnes tant pour les maisons des particuliers que pour les palais. Tome première: contenant cinq traités 1° De la construction & de l'emploi des Materiaux, 2° De la Distribution de toutes sortes de Places, 3° De la maniere de faire des Devis, 4° Du Toisé de Bâtimens selon la Coûtume de Paris, 5° Des Us & de Coûtumes concernant les Bâtimens & raports des Jurez Experts. Tome second: contenant Soixante Distributions de Maisons, la plûpart nouvellement Bâties, avec leurs Plans, Elevations & Coupes, Levez & Dessinez très-exactement. Paris: Claude Jombert[1].
- 1743. Dessins de Menuiserie, de Serrurerie etc.: Propres à la Décoration Interieure et Extérieure des Appartements. Paris: A. Guérinet.
- 1743. L' Art de Bâtir des Maisons de campagne: où l'on Traite de leur Distribution, de leur Construction, & de leur Décoration. 2 vol. Paris: Prault Pere. Nuova edizione, Paris: J. B. Gibert, 1761.
- 1752. Traité du beau essentiel dans les arts: appliqué particulierement à l'architecture, et démontré phisiquement et par l'expérience. Avec un Traité des proportions harmoniques, 2 tomi. Paris: chez l'Auteur.